# Вильяндиский машиностроительный завод
Ви́льяндиский машинострои́тельный заво́д (эст. Viljandi Masinatehas) — машиностроительное предприятие в городе Вильянди, ЭССР, входившее в ПО «Таллэкс». Основной продукцией завода являлись гидроцилиндры и другие комплектующие для траншейных экскаваторов и экскаваторов-дреноукладчиков, производившихся производственным объединением. После приватизации предприятия в 1992 году сменило несколько владельцев и названий. Преемник завода — акционерное общество BHC Baltic Hydraulic Cylinders (с англ. — «Балтийские гидроцилиндры»).

## История

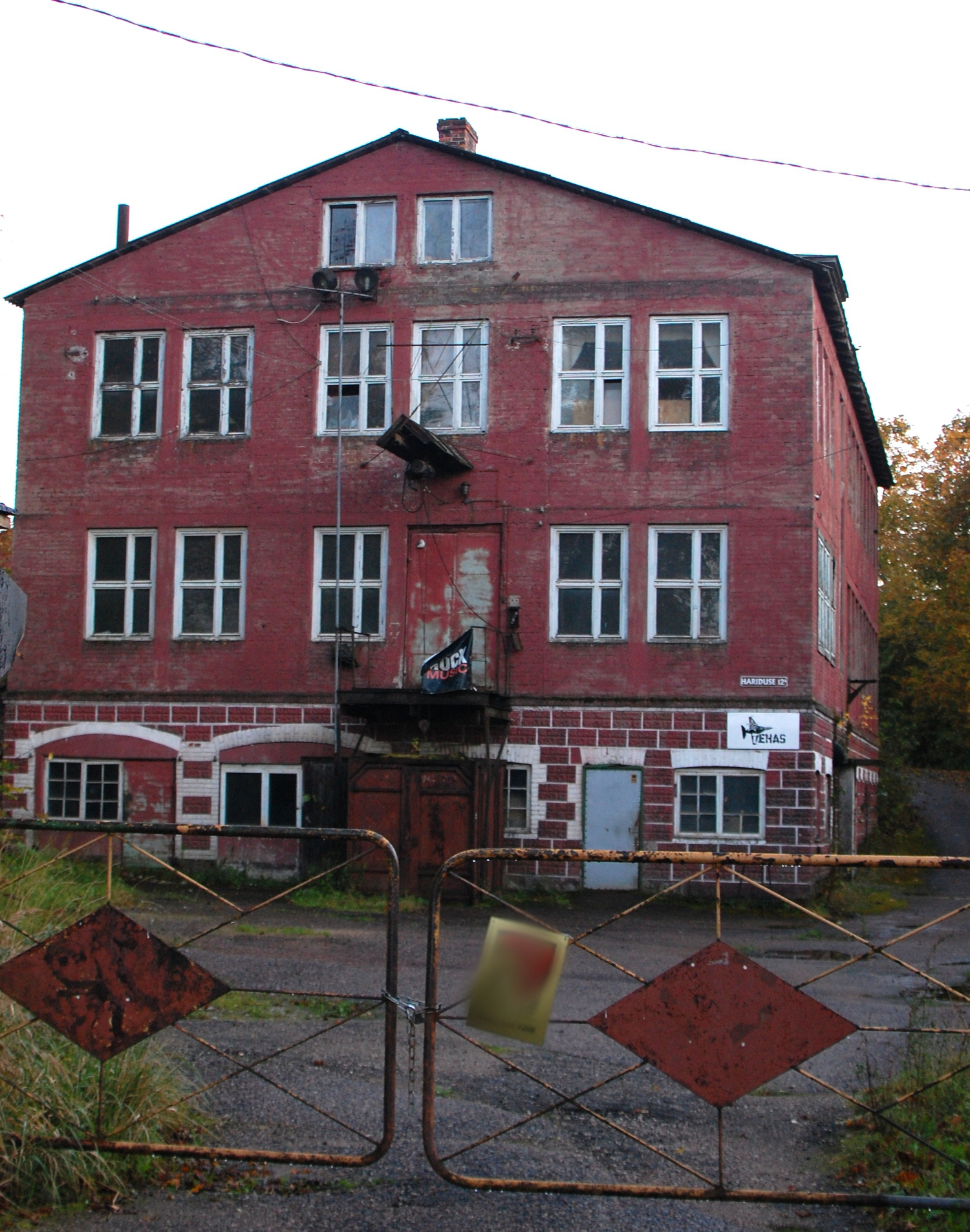
Бывшее производственное здание завода, построенное в начале XX-го века. 2012 год.

### Первая половина XX века
Здание завода по адресу Вильянди, Харидузе 12 (эст. Hariduse) было внесено в крепостную книгу в 1905 году инженером Уно Похртом (эст. Uno Pohrt, возможно также Bohrt) и бароном Освальдом Унгерн-Штернбергом (нем. Oswald Ungern-Sternberg) как «машиностроительная фабрика» (эст. Masina wabrik). Это было временем экономического подъёма для Вильянди и всей Эстонии. В городе была построена спичечная и льнопрядильная фабрики. Машиностроительная фабрика также росла, к 1910 году на ней насчитывалось около 100 работников. Фабрика производила разнообразные машины, в том числе для сельского хозяйства, разработки торфа и для деревообратабывающей промышленности. Уно Похрт проявлял интерес к появлявшимся в начале века новым изобретениям и занимался изобретательством сам. В 1911 году он впервые испытал аэросани собственной конструкции. Испытания продолжались по крайней мере до 1914 года.

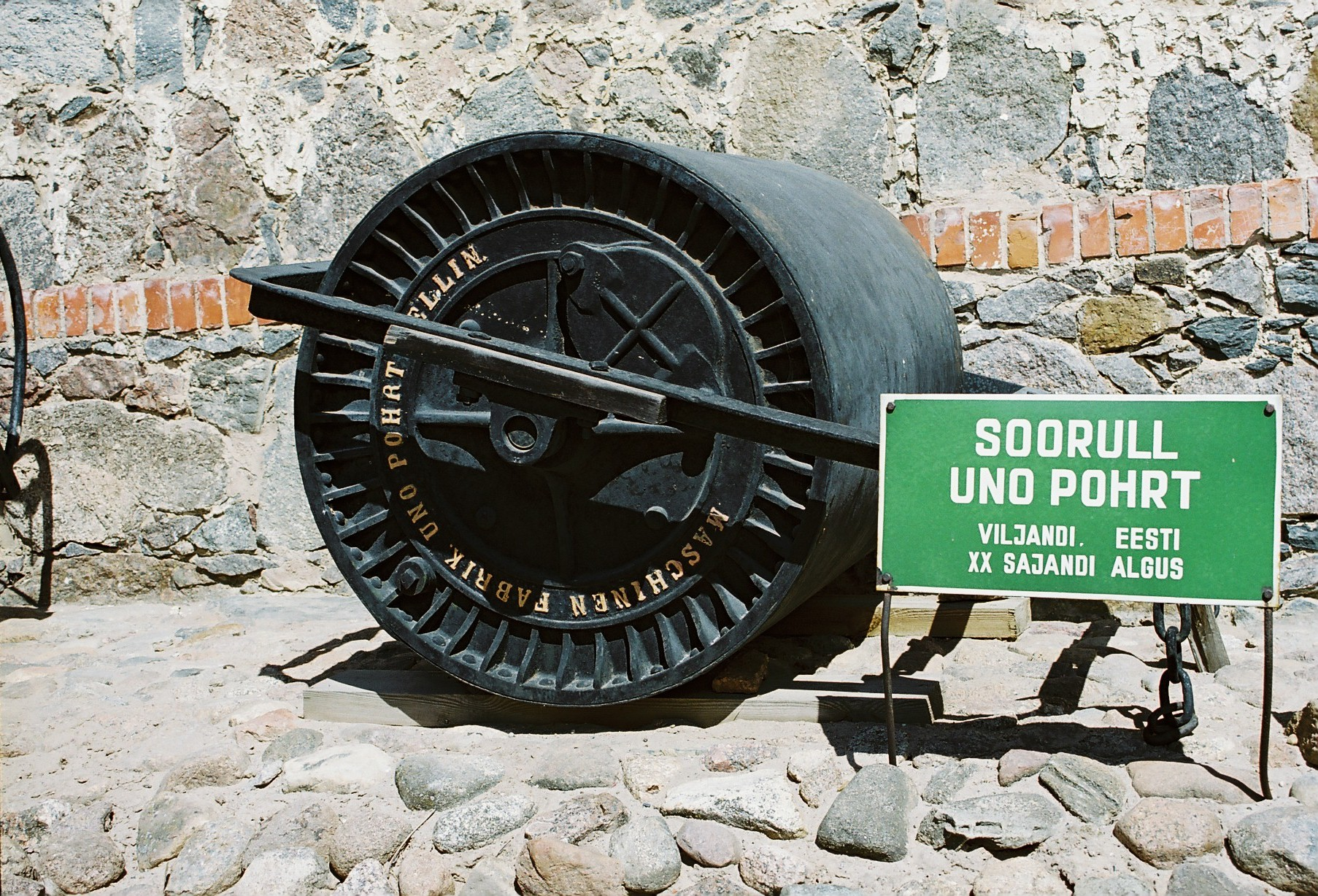
Полевой каток, произведённый предприятием Уно Похрта. Эстонский сельскохозяйственный музей.

В середине 1930-х годов на фабрике началось изготовление самолётов. Согласно справочнику для путешественников, составленному в 1934 году тогдашним городским головой Аугустом Марамаа, фабрика построила к тому времени два моторных самолёта и четыре планёра. В аварии одного из них в июле 1934 года погиб его конструктор Эрнст Лемм, а сын барона Унгерн-Штернберга Хайнц (Heinz) получил ранения. Марамаа называет фабрику «авиазаводом» (эст. lennukitehas), однако существование такого названия не имеет иных документальных подтверждений. Тем не менее, после ликвидации производства на рубеже XX—XXI веков, историческое здание завода часто фигурирует под этим названием и под ним же внесено в государственный регистр памятников культуры.
В 1938 году на месте бывшего гаража началось сооружение пристройки к зданию фабрики. Фабрика начала заниматься изготовлением корпусов для автобусов по заказам из Тарту, Таллина и Нарвы. Выполнялись также специальные заказы. Так, в 1939 году по заказу таллинской пожарной команды был изготовлен корпус фургона для газовой защиты на базе автомобиля «Опель Блиц». Предприятие было, по меркам Вильянди, достаточно крупным. В 1938 году на нём работали 63 человека. До 1941 года предприятие изготовило около пятидесяти корпусов автобусов (в том числе для Таллина более 30). Его немецкие владельцы, в том числе Хайнц Унгерн-Штернберг, уехали в Германию в 1939 году.

### В составе Таллинского экскаваторного завода и «Таллэкса»
В 1944 году завод вместе с оборудованием был передан мастерской № 2 по капитальному ремонту машинно-тракторных станций. Затем предприятие было переименовано в Вильяндиский механический завод. В 1956—1957 годах к зданию было пристроено помещение для мойки моторов, реконструирована котельная, построена отдельно стоящая металлическая труба.
В 1960 году завод был передан в подчинение Таллинскому экскаваторному заводу и получил название Вильяндиского цеха. Таким образом, он стал первым из трёх заводов, присоединённых к таллинскому предприятию. За ним последовали Мыйзакюлаский машиностроительный завод (в 1961 году) и Пайдеский завод дорожных машин (в 1962 году).
Завод стал специализироваться на производстве гидрооборудования для машин, производимых головным предприятием: гидроцилиндров, элементов редукторов, дросселей, клапанов, и других деталей, требовавших высокой точности изготовления. Обрабатывались чугунные и пластмассовые элементы подшипников, имелся также гальванический отдел, где хромировались детали гидроцилиндров. Было построено новое конторское помещение, получившее адрес Hariduse 12, адрес производственного помещения старого завода изменился на Hariduse 12a. В 1975 году, при образовании производственного объединения «Таллэкс», предприятие стало назваться Вильяндиским машиностроительным заводом.
В 1961—1962 годах на заводе работало около 170 человек, позже число работников сократилось до 110 и стабилизировалось. Завод занимался подготовкой кадров и для других предприятий Вильянди.

### После приватизации «Таллэкса»
«Таллэкс» был приватизирован акционерным обществом AS Eesti Talleks в 1992 году. Вильяндиский машиностроительный завод стал его дочерним предприятием. В 1993 году он был переименован в акционерное общество ET Viljandi. Основной деятельностью предприятия осталось производство гидроцилиндров. Значительное количество работников было сокращено, на заводе осталось 35 человек. В 2002 году AS Eesti Talleks продало свои акции председателю правления завода. Через несколько лет предприятие было перепродано, новый владелец сменил название на AS BHC, аббревиатура расшифровывается как Baltic Hydraulic Cylinders (с англ. — «Балтийские гидроцилиндры»). Основное производство было перенесено в помещения по адресу Musta tee 30. Число работников было ещё более сокращено, объём производства сохранился. Предприятие продолжает заниматься производством гидроцилиндров, примерно 10 % продукции идёт на экспорт. Старое производственное здание с 1997 года находится под охраной как памятник старины, в нём устраиваются культурные мероприятия. В сентябре 2013 года в нём получила помещения вильяндиская молодёжная комната.